# In effigie
In effigie (лат. символически, в изображении) — термин, обозначающий, что некоторое действие (как правило, наказание) осуществляется не с объектом действия, а с его символическим изображением.

## История
В конце средних веков и в начале нового времени в случае, если преступник к моменту вынесения приговора умирал или не был пойман, казнь осуществлялась символически. Таким же образом приводился в исполнение приговор в отношении нематериальных сил (чертей или демонов).
Наказания in effigie осуществлялись вплоть до начала XIX века.
В XVI—XVII веках при этом вешали или предавали огню соломенную куклу, которая изображала осуждённого; в XVIII веке
для обозначения преступника его имя писалось на табличке, которую палач прибивал гвоздями к виселице.
Описывается случай такой казни, применённой в отношении французского учёного и типографа Анри Этьенна, который в 1566 году был приговорён к сожжению вместе со своими книгами на Гревской площади. Этьенн, скрывавшийся в то время в горах Оверни, где ещё не сошёл снег, позже говорил о своей казни:
«Никогда не мерз я так, как во время моей казни в Париже».
В России данная казнь, в частности, была применена к Мазепе, его «набитую чучелу» протащили по городским улицам и повесили.
9 сентября 1813 года в Модене, которая входила в состав вассального Франции Королевства Италия, за государственную измену был заочно приговорён к смертной казни и конфискации имущества Паулуччи, через два дня состоялась символическая «казнь».
Этот способ казни применялся также в церковном судопроизводстве, особенно инквизицией, по отношению к еретикам, которых не удавалось захватить. Так, в 1521 г. в Риме был сожжён in effigie Лютер.
Термин может употребляться и по отношению к другим случаям символического совершения действия над изображением отсутствующего лица. Так, в Древнем Риме, если тело умершего раба, состоявшего членом ремесленного союза, несправедливо не было выдано хозяином или хозяйкой для погребения, а завещания он не оставил, ему устраивалось погребение in effigie, похоронные обряды совершались не над трупом, а над изображением умершего.